# Tri Yann an Naoned
Albums de Tri Yann
Dix ans, dix filles
Tri Yann an Naoned (« Les Trois Jean de Nantes » en breton) est le premier album du groupe Tri Yann, sorti en juin 1972, sur le label Kelenn. La chanson Dans les prisons de Nantes a aussi été interprétée au Québec par Louise Forestier sous le titre Dans les prisons de Londres.

## Composition du groupe
- Jean-Paul Corbineau : chant, guitare, cuillers, harmonica
- Jean Chocun : chant, guitare, banjo
- Jean-Louis Jossic : chant, dulcimer, flûte irlandaise, guimbarde, bodhrán
- Bernard Baudriller : chant, contrebasse, violoncelle

## Informations techniques
- Production : Kelenn
- Enregistrement : studios Kelenn de Guipavas, près de Brest
- Prise de son et mixage : G. Le Coz
- Maquette recto : Jean-Louis Jossic
- Photos : Étienne Gasche
- Présentation postface : Vincent Bouts

## Liste des chansons
Cet album est un composé de chansons traditionnelles arrangées par Tri Yann (sauf Le Dauphin, arrangée par Jacques Marchais et Jacques Serizier).
| No  | Titre | Chanson traditionnelle originaire de | Durée |
| --- | --- | ------------------------------------ | ----- |
| 1.  | Les Filles des forges (pilé-menu) | Paimpont                             | 2:20  |
| 2.  | La Vierge à la fontaine | Bretagne                             | 2:25  |
| 3.  | Pastourelle de Saint-Julien - Maraîchine | Bretagne, Vendée                     | 1:10  |
| 4.  | Tri martelod (Trois marins) | Pays bigouden                        | 2:35  |
| 5.  | Before Ireland can go free (Avant que l'Irlande ne soit libre ; paroles tirées de Drums Under the Window, de Seán O'Casey, sur une musique traditionnelle irlandaise Lonely Bana Strand) | Irlande                              | 6:25  |
| 6.  | Ye Jacobites | Écosse                               | 2:23  |
| 7.  | Les Filles d'Escoublac | Pays guérandais                      | 2:25  |
| 8.  | Johnny Monfarleau (paroles de Madame Bolduc sur une musique traditionnelle anglaise) | Québec                               | 2:30  |
| 9.  | La Calibourdaine de Breca | Pays nantais                         | 1:35  |
| 10. | Les Prisons de Nantes | Pays nantais, Québec                 | 2:05  |
| 11. | An Alarc'h | Bretagne                             | 2:00  |
| 12. | Le Dauphin (adaptation de Silkie, chant des Orcades) | Écosse                               | 3:15  |
| 13. | Au pied d'un rosier (Laridé) | Pays vannetais                       | 2:25  |

## Sources
- Jaquette du disque vinyle et livret de l'édition CD de l'album